# Camptotypus plumator
Camptotypus plumator är en stekelart som först beskrevs av Johann Karl Wilhelm Illiger 1801.  Camptotypus plumator ingår i släktet Camptotypus och familjen brokparasitsteklar. Inga underarter finns listade.